# Tom Clancy's Ghost Recon (serie di videogiochi)
Tom Clancy's Ghost Recon è una serie di videogiochi sparatutto tattici militari pubblicati da Ubisoft. Nella serie il giocatore è responsabile di una squadra fittizia di soldati delle forze speciali dell'esercito statunitense. Soldati spesso indicati come "i fantasmi". Il loro ruolo non è diverso da quello delle altre forze speciali del mondo reale, in quanto le loro operazioni sono mantenute altamente classificate.

## Videogiochi

### Tom Clancy's Ghost Recon(2001)
Tom Clancy's Ghost Recon inizia nell'aprile 2008, con disordini civili che si svolgono in Russia. Gli ultranazionalisti hanno preso il potere con piani per ricostruire l'Unione Sovietica. Il loro primo passo è il sostegno clandestino delle forze ribelli in Georgia e negli Stati baltici. Allarmati dalla minaccia, gli Stati Uniti dispiegano "i fantasmi" in Georgia per fermare i russi. Nel corso della campagna, i Ghosts combattono gli ultranazionalisti, con una resa dei conti finale nella Piazza Rossa di Mosca.

### Tom Clancy's Ghost Recon: Desert Siege(2002)
Ambientato sei mesi dopo la prima partita, Tom Clancy's Desert Siege presenta una nuova campagna in Africa orientale, dove i Ghost sono stati schierati per fermare i piani del colonnello dell'esercito etiope Tesfaye Wolde per invadere l'Eritrea. Esegue il suo piano attraverso vendite di armi con gli stessi ultra-nazionalisti russi che hanno lanciato il colpo di stato l'anno precedente.

### Tom Clancy's Ghost Recon: Island Thunder(2002)
La seconda espansione fissata a Ghost Recon di Tom Clancy, Ghost Recon: Island Thunder di Tom Clancy si svolge a Cuba nel 2010. La sua trama ruota intorno alle prime elezioni democratiche di Cuba dagli anni '50, ma una fazione anti-americana chiamata FDP (El Frente Democratico del Pueblo o Fronte democratico popolare), terrorizza segretamente gli sbocchi elettorali durante la campagna mentre schiera il proprio candidato alla presidenza. I Fantasmi, che vengono mandati a garantire l'ordine durante le elezioni, scoprono che l'FDP è un'organizzazione di gestione del guscio gestita da un cartello della droga colombiano che ha bisogno dell'isola come punto di transito per gli Stati Uniti.

### Tom Clancy's Ghost Recon: Jungle Storm(2004)
Avvenuto a Bogotà, in Colombia, subito dopo gli eventi di Thunder Island, il cartello della droga che aveva aiutato e finanziato il FDP nei loro sforzi a Cuba ha avviato una serie di attacchi terroristici contro il governo colombiano, che si è alleato con gli Stati Uniti. Dopo la richiesta di aiuto della Colombia a seguito di un attacco a un'ambasciata americana, l'America risponde schierando i Ghost per ristabilire l'ordine e far cessare il commercio.

### Tom Clancy's Ghost Recon 2(2004)
Tom Clancy's Ghost Recon 2 è ambientato nella penisola coreana. Le impostazioni delle versioni PS2 e GameCube (entrambe contrassegnate dal 2007: Primo contatto) sono collegate a Splinter Cell: Chaos Theory, in particolare il naufragio della nave di raccolta di informazioni immaginaria Clarence E. Walsh. Rappresentano una nuova guerra di Corea, causata da un generale dell'esercito popolare coreano rinnegato, Jung Chong-sun, che lancia un colpo di stato contro il governo nordcoreano. La versione Xbox è il sequel diretto dei due giochi, in cui Jung trama vendetta contro la NATO e la Corea del Sud. Ghost Recon 2 segna anche il debutto del personaggio principale della serie, il capitano Scott Mitchell.

### Tom Clancy's Ghost Recon 2: Summit Strike(2005)
Un signore della guerra e un trafficante d'armi Uzbak afghani di nome Rahil compie un assassinio del presidente e del Consiglio di sicurezza di Kazakshtan, innescando una crisi in cui le schegge militari kazako e si contendono il controllo. Gli Stati Uniti mandano i fantasmi per aiutare le truppe delle Nazioni Unite e le forze lealiste del Kazakistan a ristabilire l'ordine e catturare Rahil.

### Tom Clancy's Ghost Recon Advanced Warfighter(2006)
Identificato spesso con l'acronimo GRAW, il gioco si svolge nel corso di 72 ore nel 2013, a partire da Città del Messico. La trama ruota attorno agli sforzi di Mitchell per salvare il presidente americano Ballantine dai ribelli messicani, distruggere un dispositivo di comunicazioni segrete che hanno catturato e impedire il lancio dell'arsenale nucleare degli Stati Uniti. Il gioco è principalmente noto per le sue nuove meccaniche di combattimento, nuove armi e grafica di nuova generazione.

### Tom Clancy's Ghost Recon Advanced Warfighter 2(2007)
Il gioco è di nuovo ambientato a sud del confine degli Stati Uniti nel 2014, un giorno dopo gli eventi di Tom Clancy's Ghost Recon: Advanced Warfighter. Il gioco si occupa di nuovo del conflitto tra un gruppo ribelle messicano, fedelissimi messicani e l'esercito statunitense per un periodo di 72 ore. Vi è una vasta gamma di località tra cui paesaggi con montagne, piccole città, ambienti urbani e una grande diga idroelettrica appena a nord del confine tra Stati Uniti e Messico. Questo gioco, così come Rainbow Six: Vegas, è stato notato per rettificare i problemi di intelligenza artificiale della squadra con il quale la serie è stata colpita.

### Tom Clancy's Ghost Recon Predator(2010)
Rilasciato per PlayStation Portable, Predator si svolge in Sri Lanka, che è l'obiettivo di una forza di invasione statunitense che mira a distruggere un gruppo ribelle. La trama si concentra sui fantasmi che vengono inviati per scoprire e fermare una trama per attirare gli Stati Uniti in una guerra più ampia.

### Tom Clancy's Ghost Recon(2010)
Il primo titolo del franchise pubblicato per Nintendo Wii.

### Tom Clancy's Ghost Recon: Shadow Wars(2011)
Creato per Nintendo 3DS, Shadow Wars è un gioco di tattica a turni con diverse classi di soldati disposti su diversi campi di battaglia.

### Tom Clancy's Ghost Recon: Future Soldier(2012)
Ambientato nel 2024, Future Soldier presenta una nuova squadra di Ghosts che assume un sindacato criminale russo che prende il potere in Russia. I giocatori avranno anche la possibilità di utilizzare avanzate tecnologie militari del futuro come il camouflage ottico e anche di personalizzare le loro armi in misura maggiore rispetto al sistema in GRAW.

### Tom Clancy's Ghost Recon: Commander(2012)
Tom Clancy's Ghost Recon: Commander è un gioco Facebook sviluppato da Loot Drop e progettato da John Romero e Brenda Brathwaite.

### Tom Clancy's Ghost Recon Phantoms(2014)
A partire dal 2016-12-01 il gioco free-to-play multiplayer, Phantoms è stato caratterizzato da un combattimento in terza persona tra squadre di giocatori utilizzando una delle tre classi di soldati. È stato originariamente progettato per Windows e Nintendo Wii U, ma i problemi di sviluppo hanno richiesto un focus esclusivo per la piattaforma PC.

### Tom Clancy's Ghost Recon Wildlands(2017)
Tom Clancy's Ghost Recon Wildlands è un videogioco sparatutto tattico open world sviluppato da Ubisoft Paris. È la decima puntata del franchise di Tom Clancy's Ghost Recon ed è il primo gioco Ghost Recon a caratterizzare un ambiente open world. Il gioco si allontana dall'ambientazione futuristica introdotta in Ghost Recon Advanced Warfighter di Tom Clancy e presenta invece un'ambientazione simile a quella di Tom Clancy's Ghost Recon. Ubisoft l'ha descritto come uno dei più grandi giochi open world mai pubblicati, con il mondo del gioco che include un'ampia varietà di ambienti come montagne, foreste, deserti e saline. Il gioco è stato rilasciato il 7 marzo 2017 per Microsoft Windows, PlayStation 4 e Xbox One.

### Tom Clancy's Ghost Recon Breakpoint(2019)
Tom Clancy's Ghost Recon Breakpoint è un videogioco sparatutto tattico sviluppato da Ubisoft Parigi e pubblicato da Ubisoft.
Il gioco è l'undicesimo episodio del franchise di Tom Clancy's Ghost Recon ed è un sequel narrativo del videogioco del 2017 Tom Clancy's Ghost Recon Wildlands.